# Брезова Ребер
Брезова Ребер (словен. Brezova Reber) — поселення в общині Семич, регіон Південно-Східна Словенія, Словенія.